# Bonifatius V
Bonifatius V, född i Neapel, död 25 oktober 625, var påve från den 23 december 619 till sin död, 25 oktober 625. 

## Biografi
Bonifatius var född i Neapel. Efter ett interregnum om över ett år, valdes han till Agapetus I efterträdare. Innan han blivit konsekrerad till påve, vilket skedde den 23 december 619, gjorde eunucken Eleutherius, exark i Ravenna, uppror, men medan exarken tågade mot Rom slogs han ner av sina egna trupper.
Liber Pontificalis berättar att Bonifatius antog ett dekret som gjorde kyrkorummet till en fristad, och att han gav order om att de ecklesiastikala notarierna skulle åtlyda kejsardömets lagar om testamenten. Han beslutade också att akoluter inte fick ersätta diakoner vid dopförrättningar i Lateranbasilikan.
Hos Beda venerabilis finns uppgifter om att påven var tillgivet angelägen om engelska kyrkan. De "brev med förmaningar" som han sägs ha skrivit till Mellitus, ärkebiskop av Canterbury, och till Justus, biskop av Rochester, finns inte bevarade, men några andra brev finns fortfarande kvar. Ett är skrivet till Justus efter att han efterträtt Mellitus som ärkebiskop av Canterbury (624), då han ger honom palliet och uppdraget att viga biskopar såsom tillfället kräver. Enligt Beda skickade också påven brev till kung Edwin av Northumbrien (625), där han uppmanar honom att omvända sig till kristendomen, och till den kristna prinsessan Ethelberga, kung Edwins hustru, i vilket han skall ha förmanat henne att vidtaga lämpliga åtgärder för att omvända sin make.
Liber Pontificalis skriver att Bonifatius var "den mildaste av män" vars största kännetecken var kärleken till prästerskapet. Han begravdes i Peterskyrkan den 25 oktober 625.